# Godwin Odiye
Godwin Odiye (né en 1956 au Nigeria britannique) est un joueur de football international nigérian, qui évoluait au poste de défenseur.

## Biographie

### Carrière en sélection
Avec l'équipe du Nigeria, il joue 45 matchs entre 1976 et 1980[réf. nécessaire]. 
Il figure dans le groupe des sélectionnés lors des Coupes d'Afrique des nations de 1976, 1978 et 1980. Son équipe remporte la compétition en 1980, après avoir terminé troisième en 1976 et 1978.
Il joue enfin 4 matchs comptant pour les tours préliminaires de la coupe du monde 1978.

## Palmarès
Nigeria
- Coupe d'Afrique des nations (1) :
  - Vainqueur : 1980
  - Troisième : 1976 et 1978